# Pierre Soulé
Pierre Soulé (né à Castillon-en-Couserans le 31 août 1801 et décédé le 26 mars 1870 à La Nouvelle-Orléans) est un avocat et homme politique franco-américain émigré aux États-Unis.

## Biographie
Pierre Soulé naît en 1801 à Castillon-en-Couserans, en Ariège. Il étudie tout d’abord au collège jésuite de Toulouse, puis à l’académie de Bordeaux. En 1816, il est exilé en Navarre après avoir été jugé pour activités anti-royalistes. L’année suivante, il part dans les Pyrénées comme garçon berger. Il obtient son pardon en 1818 et retourne à Bordeaux pour continuer ses études.
Il part ensuite à Paris pour étudier le droit et, à la fin de ses études, s’inscrit au barreau de la capitale. Dans le même temps, il s’essaie au journalisme, publiant notamment des pamphlets révolutionnaires et créant le journal Le Nouveau nain jaune. Capturé, il est emprisonné en 1825 mais parvient à s’évader pour le Royaume-Uni. La même année, il s’embarque pour Haïti puis, de là, rejoint les États-Unis. Après avoir voyagé quelque temps dans le pays, il se fixe à La Nouvelle-Orléans, obtient sa naturalisation américaine, et commence à pratiquer le droit.
Il est élu au Sénat comme démocrate le 21 janvier 1847, puis réélu jusqu’au 11 avril 1853, date à laquelle il démissionne. Pendant cette période, il est secrétaire de la commission à l’agriculture.
En 1853, il est nommé ambassadeur des États-Unis en Espagne pour deux ans. À cette époque, il est l’auteur du Manifeste d'Ostende sur l’évolution des rapports entre les États-Unis et Cuba. À la fin de son mandat, il reprend ses activités d’avocat.
Lors du déclenchement de la guerre de Sécession, il est opposé aux idées sudistes de séparation, mais reste loyal à son État d'adoption, la Louisiane. Lors de la capture de La Nouvelle-Orléans par les troupes de l’Union, il est arrêté et emprisonné au Fort Lafayette (en) dans l’État de New York pour quelques mois comme sympathisant de la Confédération.
Libéré sur parole à Boston, il s’enfuit aux Bahamas avant de retourner à Richmond (Virginie). À la fin de la guerre, en 1865, il s’exile pour La Havane afin d’éviter la prison. Quelques années plus tard, le gouvernement l’autorise à revenir sur le sol américain. Il revient alors à La Nouvelle-Orléans. À cette époque, pris d’un accès de folie, il brûle tous ses papiers et documents personnels dont seules quelques lettres ont échappé à la destruction.
Il décède le 26 mars 1870 et est inhumé dans le cimetière Saint-Louis de La Nouvelle-Orléans.